# Lutgardis van Sulzbach
Lutgardis van Sulzbach (Sulzbach, ca. 1109 - 1163) was een dochter van graaf Berengarius II van Sulzbach en van Adelheid van Lechsgemünd. Haar zuster Gertrude was gehuwd met keizer Koenraad III. Lutgardis huwde in 1139 met Godfried II van Leuven en werd de moeder van Godfried III.